# Cannabigerol
Cannabigerol (CBG) es un  cannabinoide no psicoactivo que se encuentran en el género de plantas Cannabis.
El cannabigerol fue aislado por primera vez a partir del cannabis en 1964 por los investigadores israelíes Yehiel Gaoni y Raphael Mechoulam. Es uno de los más de 120 cannabinoides identificados en esta planta.
Cannabigerol se encuentra en concentraciones más altas en el cáñamo que en las variedades de cannabis cultivadas por su alto contenido en THC  y sus  correspondientes propiedades psicoactivas. 
Cannabigerol se ha encontrado que actúa con una alta afinidad de receptor adrenérgico alfa 2 de agonista, afinidad moderada 5-HT1A receptor de antagonista, y baja afinidad CB1 receptor antagonista. También se une a la CB2 receptor, pero si actúa como un agonista o antagonista en este sitio es desconocido.
Cannabigerol se ha demostrado que alivia la presión interocular, que puede ser de beneficio en el tratamiento del glaucoma. También se puede utilizar para tratar la enfermedad inflamatoria intestinal. El CBG inhibe la recaptación del neurotransmisor GABA en el cerebro, lo que reduce la ansiedad y la tensión muscular.
Tiene dos isómeros E/Z. No está controlado por la Convención sobre sustancias psicotrópicas.
El CBG es escaso y sólo puede encontrarse en dosis altas en las plantas prematuras. Esto se debe a que el ácido de Cannabigerol (CBGA) se convierte con el tiempo en CBDA y THCA por medio de algunas enzimas. Por lo tanto, el CBGA da origen a los otros componentes, y por eso su escasa presencia en las especies maduras. Esto hace que sea muy difícil procesar el CBG.